# Klumák István
Klumák István (Kolozsvár, 1908. augusztus 20. – Budapest, 1983. április 9.) magyar műfordító.

## Életútja
Tanulmányait szülővárosában a Római Katolikus Főgimnáziumban és az I. Ferdinand-Egyetemen végezte, majd Párizsban francia nyelv és irodalom szakos felsőfokú oklevelet szerzett. Cikkeit, színikritikáit a Jóbarát katolikus ifjúsági folyóirat és az Ellenzék című napilap közölte.
Mint műfordító a román irodalomból Mihail Sadoveanu, Barbu Ștefănescu Delavrancea, Zaharia Stancu, Gala Galaction, Dumitru Radu Popescu, Titus Popovici, Veronica Porumbacu, Paul Everac, Ion Băieșu, Marin Sorescu, Nina Cassian, Fănuș Neagu és mások regényeit, novelláit és színműveit fordította románból magyar nyelvre, franciából Jean Cocteau, Jean Anouilh, André Malraux, Montherland, Albert Camus, André Maurois, Georges Simenon, Pierre Gamarra, Raymond Queneau, Jules Verne és mások műveit adták ki magyarul fordításában, illetve játszották magyarországi, jugoszláviai és romániai magyar színházakban. Fordított amerikai, angol, vietnami, spanyol és német műveket is. 1940-ben áttelepedett Budapestre, folytatta műfordító tevékenységét, főleg a Nagyvilág munkatársaként.

## Külső hivatkozások
- http://www.worldcat.org/identities/np-klumak,%20istvan/
- http://www.goodreads.com/author/show/7326698.Istv_n_Klum_k